# Paradise (videogioco)
Paradise è un'avventura grafica a un giocatore per PC, pubblicata nel 2006 e sviluppata dal belga Benoît Sokal; è la prima realizzata con la sua casa di produzione White Birds Productions, fondata dopo la separazione dalla Microïds.

## Trama
Il gioco prende il via in un immaginario stato dell'entroterra africano, Maurania, una terra sconvolta e devastato da una guerra civile che sta mietendo migliaia di vittime. A capo del paese c'è un malvagio e anziano sovrano di nome Rodon, impegnato duramente nella lotta contro i ribelli; il sovrano attende con impazienza la figlia che fino a quel momento è vissuta in Europa, per la precisione a Ginevra, in Svizzera, nella speranza che questa possa essergli di aiuto nelle sue operazioni contro la frangia di ribelli.
Sfortunatamente l'aereo che riporta la principessa precipita per un attacco dei rivoluzionari, ma la principessa sopravvive e viene ospitata nella maestosa villa di un anziano principe in fin di vita, come conseguenza dell'urto però soffre di una forma di amnesia e non ricorda né il suo nome né perché è arrivata in quel posto; decide di assumere un'identità a caso e si attribuisce il nome di Ann Smith e decide anche di voler tornare in quella che lei crede la sua città, cioè Ginevra, inizia quindi un viaggio verso le terre devastate dalla guerra nella speranza di trovare un passaggio che la riporti in Europa. Ad accompagnarla in questo viaggio ci sarà un misterioso leopardo nero che presenta degli enigmatici legami con la vita di Ann Smith prima dell'incidente.

## Caratteristiche tecniche

### Grafica
Esattamente come nei precedenti lavori di Sokal, il gioco presenta un'ottima definizione degli ambienti, resi con un realismo notevole. Le immagini a volte sono velate da un effetto che rende perfettamente l'idea della sabbia del deserto. 
I personaggi presentano forme più armoniose e movimenti più fluidi rispetto ai precedenti.

### Interfaccia
Il gioco possiede un'interfaccia punta e clicca in terza persona, con fondali 2D e personaggi 3D che si muovono in essi con inquadrature fisse. Il menù si richiama con il tasto destro del mouse e presenta tutte le opzioni classiche dei giochi (salva, carica, opzioni, ecc.), ripetendo in pieno l'interfaccia di successo di Syberia - L'avventura di Kate Walker e Syberia II.